# Gyrophaena gracilis
Gyrophaena gracilis är en skalbaggsart som beskrevs av Charles Hamilton Seevers 1951. Gyrophaena gracilis ingår i släktet Gyrophaena och familjen kortvingar. Inga underarter finns listade i Catalogue of Life.